# Loch Shiel
Loch Shiel är en sjö i Storbritannien.   Den ligger i kommunen Highland och riksdelen Skottland, i den nordvästra delen av landet, 700 km nordväst om huvudstaden London. Loch Shiel ligger 94 meter över havet. Arean är 19,5 kvadratkilometer. I omgivningarna runt Loch Shiel växer i huvudsak blandskog.